# Meda Gran
La Meda Gran és l'illa de major superfície (18,7 ha) de l'arxipèlag de les illes Medes (Torroella de Montgrí, Baix Empordà). L'illa té una elevació màxima de 73,9 msnm. i un perímetre de 2.800 m. Dominada per penya-segats pràcticament verticals, disposa d'un embarcador a l'est, on hi ha pendents relativament suaus que permeten arribar al cim on hi ha un far. Tant la part emergida com la submergida estan protegides dins del Parc Natural del Montgrí, les Illes Medes i el Baix Ter. La Meda Gran allotja la colònia de cria de gavià de potes grogues més gran de la Mediterrània ascendint fins als 40.000 individus durant els mesos de maig a juliol.